# NK Bravo
A Nogometni klub Bravo egy szlovén labdarúgócsapat Ljubljana városában. A klub a szlovén első osztályban szerepel.

## Története
2006-ban alapították és a ljubljanai kisebb amatőr ligákban szerepelt. A 2010-es évek elején véget ért az együttműködésük az NK Interblock csapatával. 2015–16-os szezonban már a harmadosztályban szerepeltek. A 2019–2020-as szezonban szerepelt először a szlovén labdarúgás élvonalában.

## Keret
2023. február 23-i állapotnak megfelelően.
| #  |     | Poszt | Név                                           |
| -- | --- | ----- | --------------------------------------------- |
| 2  | SLO | V     | Žan Trontelj                                  |
| 5  | SLO | V     | Mark Španring                                 |
| 8  | SLO | KP    | Gašper Trdin                                  |
| 9  | SLO | CS    | Luka Štor                                     |
| 10 | SLO | KP    | Martin Kramarič ()                            |
| 11 | FRA | KP    | Nsana Simon                                   |
| 14 | SLO | CS    | Luka Kerin                                    |
| 15 | SRB | V     | Nemanja Jakšić                                |
| 17 | CRO | KP    | Denis Bušnja (kölcsönben a Rijeka csapatától) |
| 19 | SLO | V     | Matija Kavčič                                 |
| 20 | SLO | KP    | Beno Selan                                    |
| 22 | SLO | K     | Gal Lubej Fink                                |

| #  |     | Poszt | Név                                                         |
| -- | --- | ----- | ----------------------------------------------------------- |
| 23 | BIH | CS    | Luka Marjanac                                               |
| 27 | SLO | KP    | Gal Puconja                                                 |
| 28 | SLO | V     | Gašper Vodeb                                                |
| 29 | SLO | V     | Kristjan Trdin                                              |
| 30 | SLO | V     | Almin Kurtovič                                              |
| 31 | CRO | K     | Matija Orbanić                                              |
| 32 | SLO | CS    | David Flakus Bosilj (kölcsönben a Hellas Verona csapatától) |
| 42 | SLO | KP    | Senad Porić                                                 |
| 49 | CRO | V     | Maro Katinić (kölcsönben a Dinamo Zagreb csapatától)        |
| 66 | SLO | V     | Lan Hirbar                                                  |
| 77 | SLO | CS    | Gal Kurež                                                   |
| 88 | SLO | KP    | Tamar Svetlin (kölcsönben a Celje csapatától)               |

## Sikerei
- Szlovén másodosztály: 
  - Bajnok (1 alkalommal): 2018–19

- Szlovén harmadosztály: 
  - Bajnok (1 alkalommal): 2016–17

- Szlovén negyedosztály: 
  - Bajnok (1 alkalommal): 2014–15

- Szlovén kupa: 
  - Döntős (1 alkalommal): 2021–22

- Ljubljana kupa:
  - Győztes (1 alkalommal): 2017–18

## Külső hivatkozások
- Hivatalos honlap